# علم النبات الفلكي
علم النبات الفلكي هو فرع تطبيقي من علم النبات وهو دراسة النباتات في البيئات الفضائية. أيضا يعتبر فرعا من علم الأحياء الفلكي وعلم النبات.
كان موضوع الدراسة أن النباتات يمكن أن تنمو في الفضاء الخارجي عادة في بيئة خالية من الوزن ولكن مضغوطة في حدائق فضائية معينة. في سياق رحلات الفضاء البشرية، يمكن استهلاكها كطعام وتوفير جو منعش. يمكن للنباتات استقلاب ثاني أكسيد الكربون في الهواء لإنتاج الأكسجين الضروري، ويمكن أن تساعد في التحكم في رطوبة المقصورة. قد توفر زراعة النباتات في الفضاء فائدة نفسية لأطقم الرحلات الفضائية البشرية.
التحدي الأول في زراعة النباتات في الفضاء هو كيفية جعل النباتات تنمو بدون جاذبية. يؤدي ذلك إلى صعوبات تتعلق بتأثير الجاذبية على نمو الجذور، وتوفير أنواع مناسبة من الإضاءة، وتحديات أخرى. على وجه الخصوص، فإن الإمداد بالمغذيات للجذور وكذلك الدورات الكيميائية الجيوكيميائية المغذية، والتفاعلات الميكروبيولوجية في الركائز القائمة على التربة معقدة بشكل خاص، ولكن ثبت أنها تجعل الزراعة الفضائية ممكنة في الجاذبية الجزئية والجاذبية.
تخطط ناسا لزراعة نباتات في الفضاء للمساعدة في إطعام رواد الفضاء، ولتوفير فوائد نفسية لرحلات الفضاء طويلة المدى.